# エディゲ

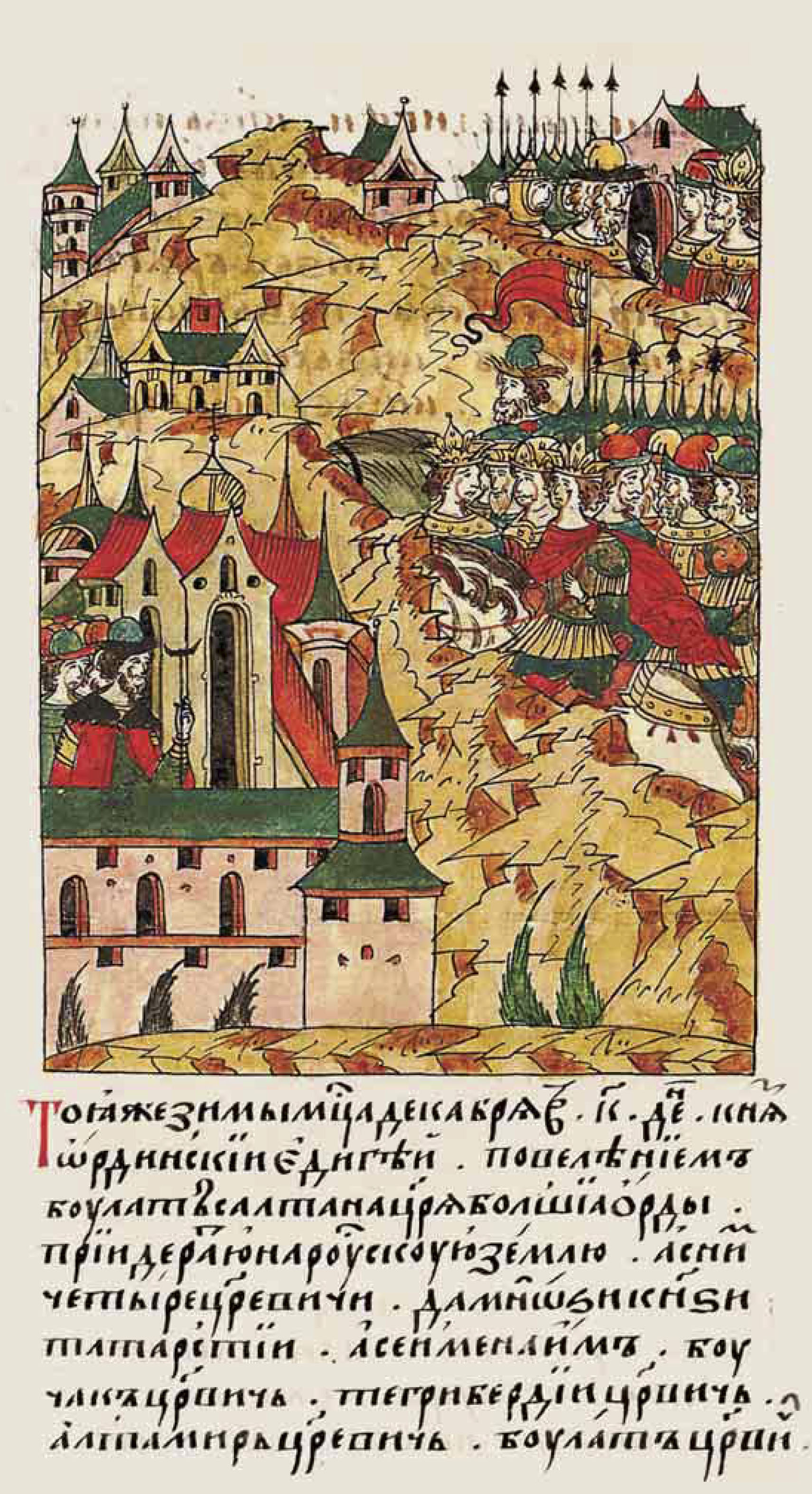
町を攻めるエディゲの軍勢

エディゲ（Edige/Edigu, ? - 1419年）は、14世紀末から15世紀初頭にかけてジョチ・ウルス右翼（西部）で活動したアミール（将軍）。彼とその子孫が率いた部族連合はノガイ・オルダと呼ばれる。
名前は、古いテュルク語で「良い」を意味するイディギュ（idigü）に由来しており、ロシア語ではエディゲイ （Едигей; edigey）と綴られ、日本語では「エディゲ」と慣用されている。「エディゲイ・ハーン」と書かれることもあるが、彼は生涯ハーン（ハン）には即位していないため誤りである。エディゲはチンギス・ハーンの血を引いていなかったので、ジョチ・ウルスの慣習ではハンに即位することができなかった。

## 生涯
エディゲは、モンゴル帝国の有力部族のひとつであるマンギト部に出自をもつ。1380年代頃、ジョチ・ウルス内のハン位を巡る抗争において、中央アジアの支配者ティムールの支援を受けたトクタミシュに敵対した。
ジョチ・ウルスの再統一に成功したトクタミシュが、1385年にティムールと敵対すると、エディゲはティムールに接近し、1389年に始まるティムールのキプチャク草原遠征（トクタミシュ・ティムール戦争）に協力した。ティムールの侵攻に始まるジョチ・ウルスの動乱において、エディゲは王族で甥に当たるテムル・クトルクを支持してハーンの座に就け、彼からジョチ・ウルスのアミールたちの長に任命された。
ヴォルガ川からウラル川に至るカスピ海北岸の草原を勢力圏に収め、エディゲを盟主とするノガイ・オルダ（1440年代 - 1634年）を形成した。
1406年には、宿敵トクタミシュを殺害し、その勢力圏はヴォルガ川中流域のヴォルガ・ブルガール王国にまで及んだ。しかし、トクタミシュの残した勢力との争いはその後も続き、1419年に至ってエディゲはトクタミシュの息子カーディル・ベルディによって殺害された。

## 後世への影響
エディゲの死後、その子孫はノガイ・オルダの支配者として長くこの地域に残り、また彼とその子孫が支持したティムール・クトルグとその子孫は15世紀から16世紀にかけて、ジョチ・ウルスの正統政権と目される大オルダや、アストラハン・ハン国のハンを輩出するなど、後世に大きな影響を残した。
また、エディゲの後裔はタタールの諸勢力の中でも特にモスクワ大公国と接する機会が多く、イスラム教から正教に改宗してロシアに同化したものも多く現われたが、アミールの血筋であるエディゲの後裔はロシアにおいてクニャージ（公）として処遇された。20世紀まで続いたロシア貴族の名門であるウルソフ公爵家、ユスポフ公爵家は、それぞれオロス（ウルス）、ユースフ（ユスプ）という名のエディゲの後裔を始祖とする家系である。
エディゲはまた、中央ユーラシアのテュルク系諸民族に伝わる英雄叙事詩「エディゲイ」の主人公でもある。「エディゲ」の物語はノガイ・オルダの解体によって西シベリアからクリミア半島にかけて、広い地域に拡散することになり、エディゲの名はカザフ人、バシキール人、カラカルパク人、カザン・タタール人、クリミア・タタール人などの多くの民族に英雄として記憶されている。